# Franciscus Cornelius Smits

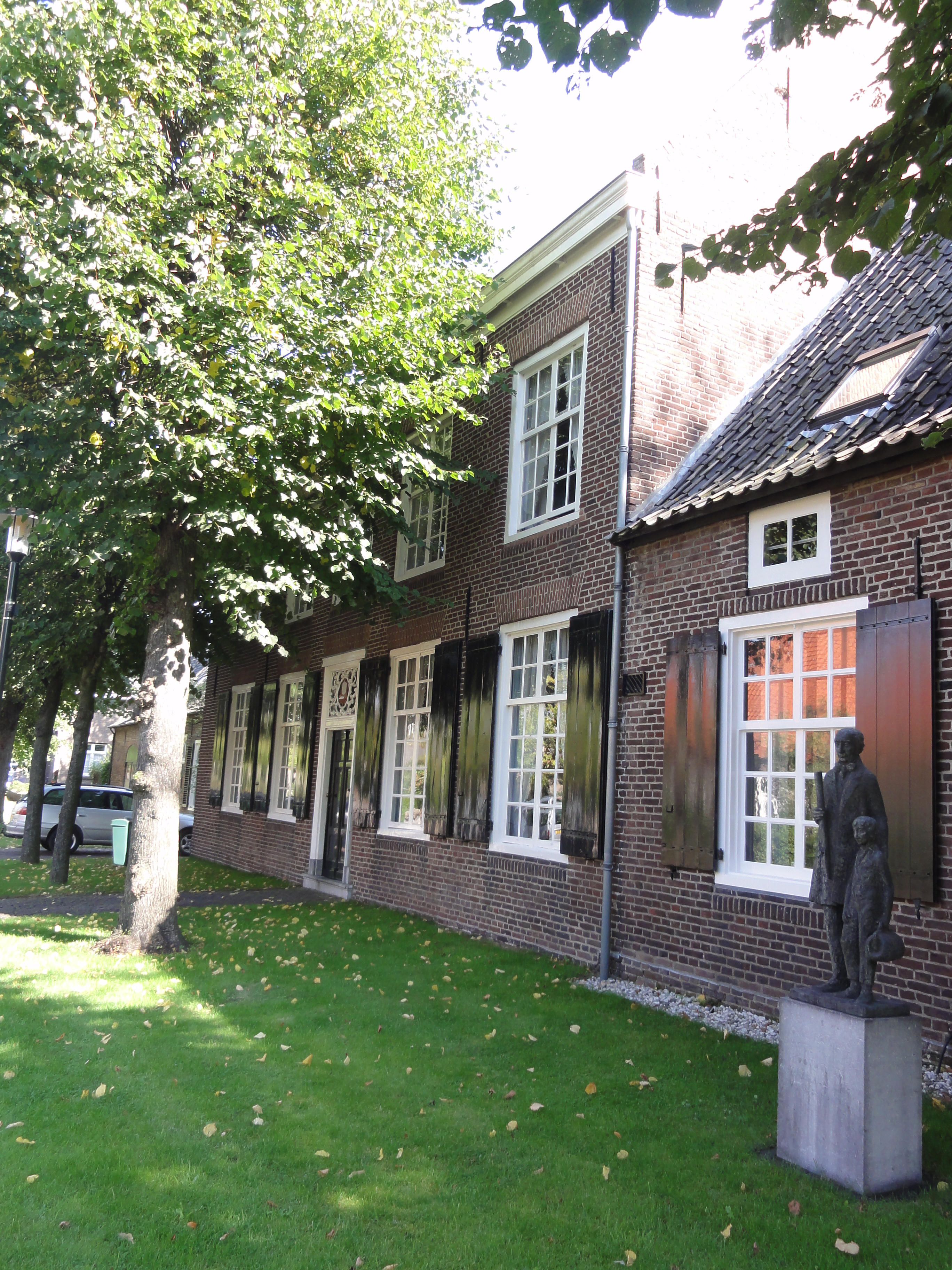
Huis en werkplaats van de firma Smits in Reek.
Rechts het beeld van de orgelbouwers door René van Seumeren uit 1983.

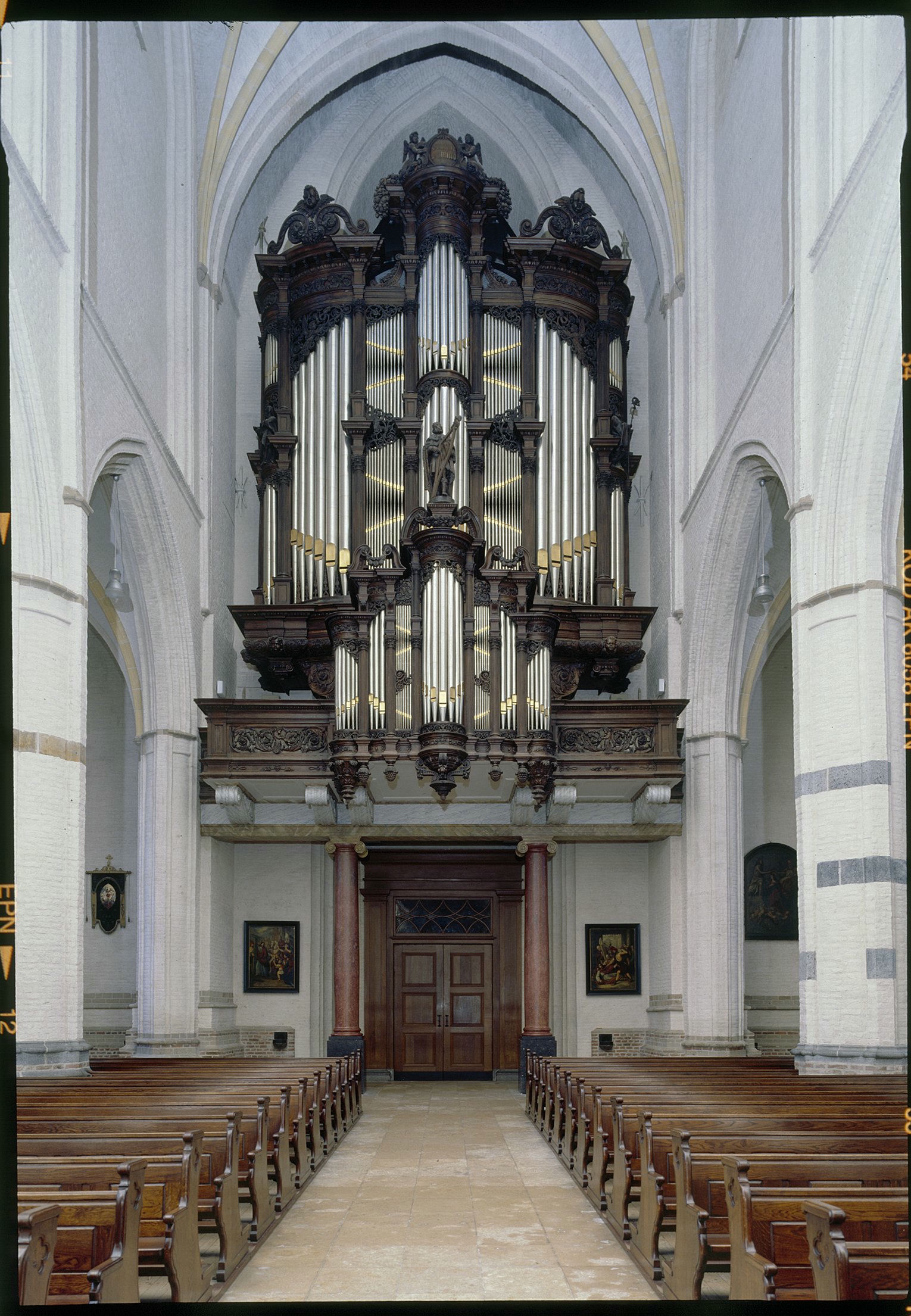
Smits-orgel uit 1847 in de Sint-Petrusbasiliek (Oirschot), afkomstig uit de Sint-Pieterskerk ('s-Hertogenbosch).

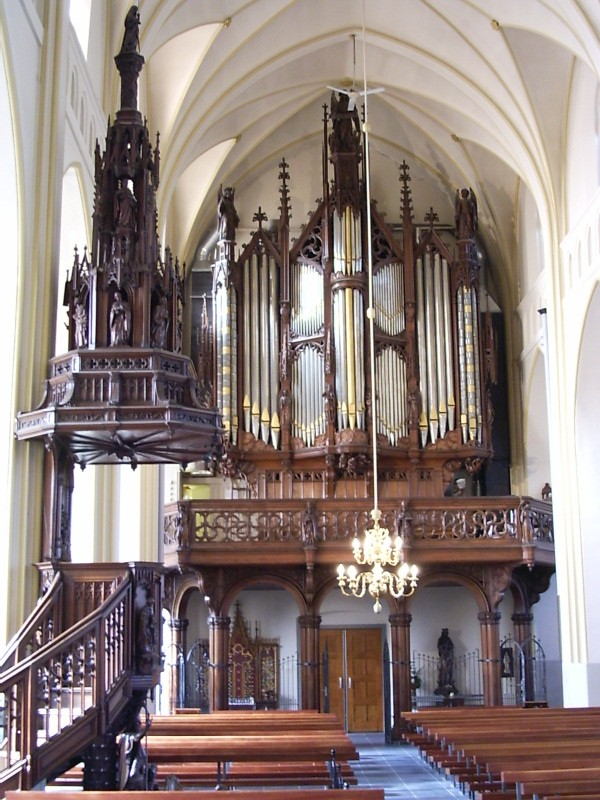
Smits-orgel uit 1852 van de Sint-Servatiuskerk (Schijndel).

Franciscus Cornelius Smits (Reek, 1800 - aldaar, 19 april 1876), ook wel Frans Smits I of F.C. Smits, was een orgelbouwer in het dorp Reek. Na hem zetten zijn zoons en kleinzoons het bedrijf voort tot 1925. Tussen 1818 en 1925 zijn ongeveer honderd Smits-pijporgels gebouwd, vooral voor kerken in het noordoosten van Noord-Brabant.

## Leven en werk
Klaas Smits begon in 1815 met zijn vader Antonius een orgelmakerij, waar later ook zijn jongere broer Frans kwam werken. Ze waren autodidact en het duurde enige tijd voordat ze het vak beheersten. Ze gingen niet in de leer bij een ervaren orgelbouwer, maar bestudeerden de handboeken. Een van de eerste orgels van betekenis werd in 1829 geplaatst in de Sint-Antoniuskerk van Reek. De parochie zou in termijnen betalen, maar door geldgebrek gebeurde dat niet. In 1845 werd het bedrag door de familie Smits kwijtgescholden.
Na Klaas' overlijden in 1831 kreeg Frans de leiding en bracht het bedrijf tot bloei. Kerkorgels werden geleverd aan onder meer de Sint-Petrusbasiliek (Boxtel) in 1842, de Sint-Pieterskerk ('s-Hertogenbosch) in 1843, de Sint-Elisabethkerk (Grave) in 1848, de Sint-Servatiuskerk (Schijndel) in 1852 en de Kerk van Onze Lieve Vrouw Presentatie (Aarle-Rixtel) in 1854. Tot de zeldzame orgels die F.C. Smits bouwde voor kerken boven de grote rivieren van Nederland behoort dat van De Duif aan de Amsterdamse Prinsengracht. Hij plaatste het in 1862, waarna zijn zoon het in 1882 uitbreidde.
Smits-orgels worden als kwalitatief goed beoordeeld. Hoewel de disposities aansluiten bij de 18e-eeuwse Brabantse orgeltradities, wist Smits bijzondere registers toe te voegen. De prestanten, die het karakter van het orgel bepalen, worden tot de mooiste van Europa gerekend. Het tegelijk donkere en heldere timbre is karakteristiek voor Smits-orgels. Ook van de orgelkassen werd meestal iets speciaals gemaakt.
Frans Smits nam in de gemeenschap van Reek een belangrijke positie in: hij was er burgemeester van 1862 tot zijn dood in 1876.
Latere jaren
Na de dood van F.C. Smits zetten zijn zoons het bedrijf voort. Frans II vervaardigde nog zeventien nieuwbouworgels, Willem deed het onderhoud. Zij sloten aan bij de heersende modes, waardoor het unieke karakter van de Smits-orgels enigszins verloren ging. Daar kwam bij dat het bedrijf Smits nooit de technische vernieuwingen heeft doorgevoerd die elders in zwang kwamen. Dit betekende uiteindelijk het einde van het bedrijf in de jaren twintig van de 20e eeuw. Na de dood van Frans II in 1918 werden geen nieuwe orgels meer gebouwd, maar deden Frans III en zijn broer Henri, kleinzonen van Frans I, alleen nog onderhoud en stemwerk. De bloei van de orgelfirma was definitief voorbij, maar de familie Smits had nog steeds een leidende positie in het dorp Reek.
Dorpsvete
In 1845 was het Smits-orgel uit 1829 feitelijk aan de parochie van Reek geschonken, maar toen de kerk in 1926 werd vervangen door een nieuw en groter gebouw, liet de ambitieuze pastoor Xavier Smits het orgel vernietigen. Het "ouderwetse" instrument met mechanische (niet elektrische of pneumatische) tractuur was hem een doorn in het oog en het mocht niet herplaatst worden in het nieuwe kerkgebouw. Naar verluidt verbrandde hij de orgelkas demonstratief in zijn tuin, terwijl de wind in de richting blies van het huis van de "liberale heersersfamilie Smits", zoals hij het orgelbouwersgeslacht noemde. Pastoor Smits werd in 1927 door het bisdom 's-Hertogenbosch gesommeerd het ruziën voortaan te laten.